# 许从年
许从年（1950年2月—2020年10月8日），安徽定远县人，中华人民共和国政治人物。

## 生平
1970年9月加入中国共产党。1977年，毕业于四川成都地质学院。1999年3月，获得南昌大学硕士学位。1992年，任中共华东地质学院委员会委员，纪律检查委员会专职副书记。1997年6月，任院长助理。1998年2月，任学院党委副书记。2002年12月16日，任东华理工大学党委书记。2020年10月8日在上海逝世，享年71岁。